# Heterospathe sensisi
Heterospathe sensisi är en enhjärtbladig växtart som beskrevs av Odoardo Beccari. Heterospathe sensisi ingår i släktet Heterospathe och familjen Arecaceae. Inga underarter finns listade i Catalogue of Life.